# چشمه سحرآمیز تارزان
چشمه سحرآمیز تارزان (انگلیسی: Tarzan's Magic Fountain) یک فیلم ماجرایی به کارگردانی «لی شولم» است که در سال ۱۹۴۹ منتشر شد.
برندا جویس یکی از دو هنرپیشه‌ای است که نقش «جین» را، مقابلِ دو بازیگرِ مردِ متفاوت (دو تارزانِ متفاوت) ایفا نموده است. در واقع، پیش از این فیلم، برندا جویس نقش «جین» را در چهار فیلم پیشین، در مقابل جانی ویسمولر ایفا نموده بود.
در این فیلم، المو لینکلن (که اولین تارزان تاریخ سینماست) در نقش یک ماهی‌گیر، که مشغول ترمیم تورِ ماهی‌گیری خود است، ظاهر می‌شود. نام او در عنوان‌بندی (تیتراژ) فیلم نیامده است.

## بازیگران
- لکس بارکر در نقش «تارزان»
- برندا جویس در نقش «جین»
- آلبرت دکر در نقش «آقای تراسک»
- ایولین انکرز در نقش «گلوریا»
- المو لینکلن در نقش «ماهی‌گیر»
- چارلز دریک در نقش «آقای داد»
- هنری براندون در نقش «سی‌کو»
- آلن نِیپی‌یر در نقش «داگلاس»
- تد هچت در نقش «پاسکو»
- بلو واشینگتن